# Deutsche Außenhandels- und Verkehrs-Akademie
Die Deutsche Außenhandels- und Verkehrs-Akademie (kurz: DAV Bremen) mit Sitz in Bremen-Walle ist eine private Einrichtung der Erwachsenenbildung. Sie ist der Bremer Campus der SRH University. Das Studien- und Weiterbildungsangebot der DAV richtet sich an junge Berufserfahrene aus den Bereichen Logistik, Supply Chain Management und Industrie. Seit 2022 ist die SRH Hochschulen GmbH Trägergesellschaft, somit ist die DAV Bremen Teil der SRH Holding (SdbR).

## Geschichte
Die DAV wurde 1960 als eine Initiative von Wissenschaft, Wirtschaft und Politik gegründet, um „weiterführende Bildung“ zu ermöglichen. Der Trägerverein der Deutschen Außenhandels- und Verkehrsschule wurde hierzu bereits ein Jahr zuvor gegründet, er wurde 1972 in Förderkreis Wirtschaft e. V. und 1994 in Verein der Förderer der DAV (heute Alumniverein) umbenannt. 1978 gründeten Logistiker aus Industrie, Handel, Dienstleistung und Wissenschaft in den Räumen der DAV die Bundesvereinigung Logistik (BVL). 1988 wurde die Einrichtung in Deutsche Außenhandels- und Verkehrs-Akademie (DAV) e. V. umbenannt.
Erster Studienleiter wurde Ekkehard Birnstiel, mit Aufnahme des Studienbetriebs zum Sommersemester 1960. 1961 wurde die erste Prüfungsordnung genehmigt und der AStA gegründet. 1966 übernahm Hanspeter Stabenau die Studienleitung. Ihm folgten 1979 Volker Weddige, 2005 Samir Saleh und 2007 Josef Decker. Seit 2010 ist Thomas Zink Studienleiter der DAV.
Zu ihrem 50-jährigen Jubiläum im Jahr 2010 konnte die DAV 5.138 Absolventen vorweisen.
Zum 1. August 2022 gab die BVL die Trägerschaft nach fünfzehn Jahren an die SRH ab, die drittgrößte private Hochschule Deutschlands. Seitdem ist die DAV Teil der SRH Holding.

## Standort
Die DAV befand sich seit 2008 in Bremen-Horn-Lehe in der Nähe des Campus der Universität Bremen. Zum Zeitpunkt ihrer Gründung war die Einrichtung für die ersten acht Jahre im Haus Hinter der Mauer 9/10 in Bremen-Mitte an der Weser angesiedelt. 1968 wurde ein Umzug in die Räume des Börsenhof B, Marktstraße 2 durchgeführt, wo der Studienbetrieb vierzig Jahre verortet war.
Im Juli 2024 wurde der Campus in die Bremer Überseestadt (Walle) verlegt und ist seitdem gemeinsam mit der Berufsschule für den Großhandel, Außenhandel und Verkehr (BS GAV) in einem modernen Neubau untergebracht.

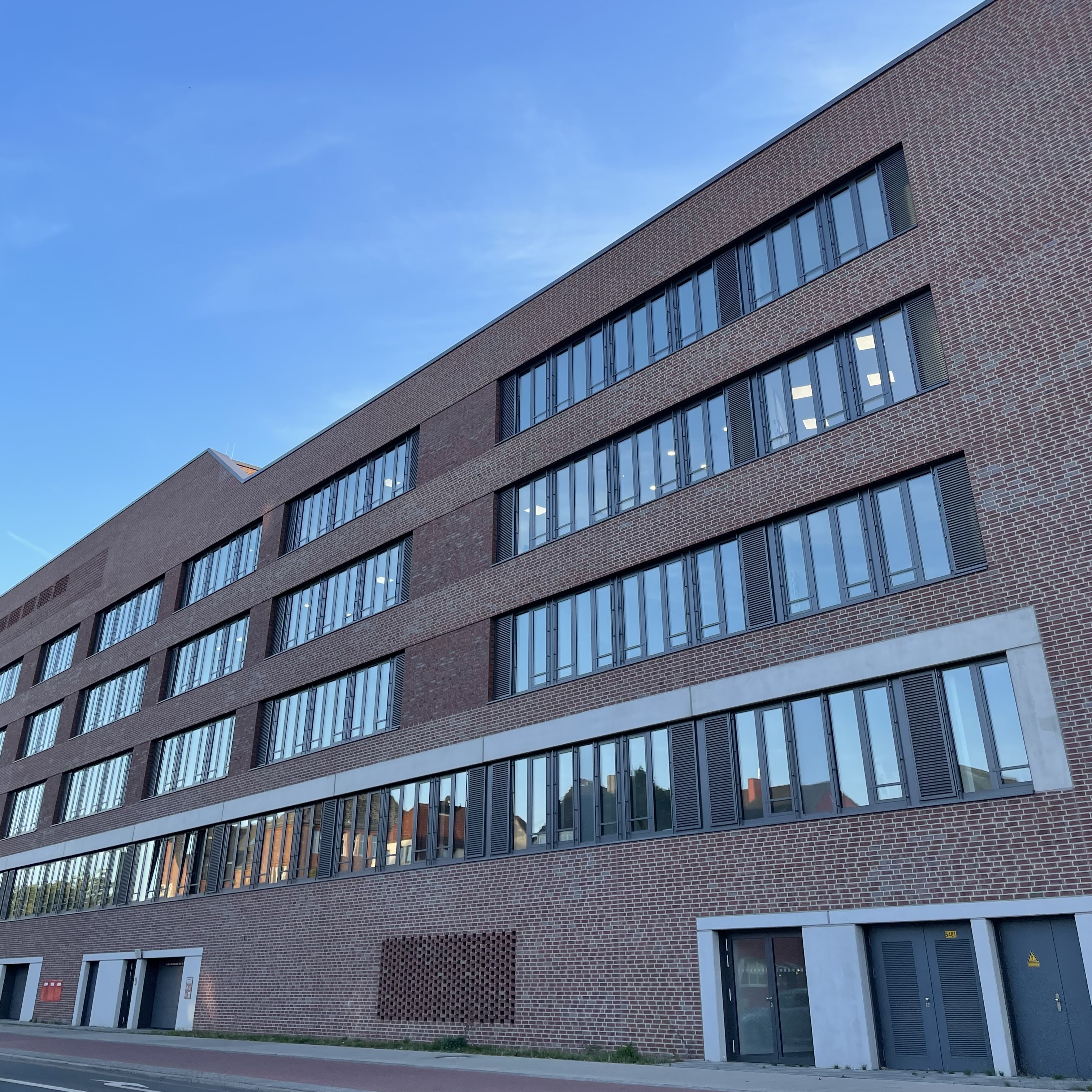
Außenansicht Campus Bremen

## Studienangebot
Die DAV bietet den Studiengang „BWL mit Studienschwerpunkt Internationales Logistikmanagement“ mit einem Doppelabschluss an, dem Bachelor of Arts, sowie dem staatlich geprüften Betriebswirt. Der Bachelor-Abschluss wurde erstmals für die Absolventen des Wintersemesters 2018 ausgestellt, in Kooperation mit der Liverpool John Moores University in Großbritannien. Das Studienangebot richtet sich vorrangig an gelernte Kaufleute aus dem Bereich Logistik, z. B. Kaufleute für Spedition und Logistikdienstleistung (bis 1. August 2004 Speditionskaufmann/-frau) oder Schifffahrtskaufmann. Das Studium beginnt jährlich im Oktober und kann seit 2007 im April auch berufsbegleitend belegt werden. Im Jahr 2021 wurde erstmalig die zweite berufsbegleitende Studienrichtung „Digital Supply Chain Management“ angeboten.

## Partnerhochschulen
- Liverpool John Moores University, Liverpool, Großbritannien
- Heriot-Watt University, Edinburgh, Schottland
- European College of Business and Management London, Großbritannien[1]

## Alumniverein
Absolventen der DAV gründeten am 13. November 1962 den Verein der Ehemaligen der Deutschen Außenhandels- und Verkehrsschule e. V. (VDE). 2000 wurde dieser mit dem Verein der Förderer der DAV zum heutigen Verein der Förderer und Absolventen der DAV (VFA) e. V. zusammengelegt. Im November 2023 waren 996 Absolventen Mitglied im VFA.
Als Ziele des Vereins wurden definiert:
- Die materielle Förderung der Akademie und der Studierenden
- Organisatorische und finanzielle Unterstützung regionaler Veranstaltungen
- Organisation von kulturellen und geselligen Treffen der Vereinsmitglieder
- Erhöhung des Bekanntheitsgrades der DAV und Gewinnung von neuen Studierenden

## Erwachsenenbildung
1976 bot die DAV erstmals den Vorbereitungslehrgang auf die Handelskammerprüfung „Verkehrsfachwirt/in Fachrichtung Spedition“ an. Seit 1. Oktober 2013 wird diese kaufmännische Aufstiegsfortbildung nach dem Berufsbildungsgesetz unter dem Titel „Geprüfte:r Fachwirt:in für Güterverkehr und Logistik“ angeboten. Der Abschluss wird von der IHK Bremen nach erfolgreich abgelegter Abschlussprüfung vergeben. Das berufsbegleitende Programm wurde zu 2023 ausgeweitet und umfasst zusätzlich die Fachrichtungen „Fachwirt:in für Logistiksysteme“, „Wirtschaftsfachwirt:in“ und „Handelsfachwirt:in“.